# Herzogtum Kalisz

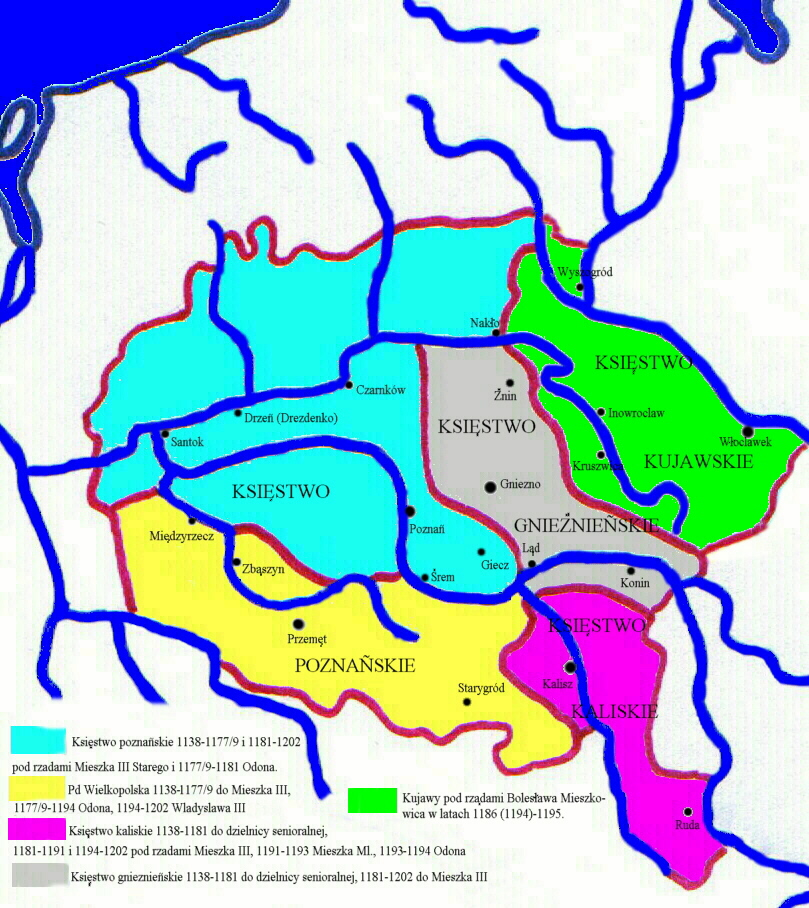
Herzogtum Kalisz (magentafarben)

Das Herzogtum Kalisz (polnisch Księstwo kaliskie, lateinisch Ducatus Calisiensis ) war ein Teilfürstentum Polens von 1177 bis 1279 mit der Hauptfeste Kalisz. Sein Gebiet umfasste das Land Kalisz.

## Geschichte
1177 wurde nach dem Aufstand gegen Mieszko den Alten sein Herzogtum Großpolen geteilt. Das neugeschaffene Herzogtum Kalisz fiel an seinen Sohn Kasimir den Gerechten. 1279 gelang es Przemysł II., die einzelnen Herzogtümer in Großpolen wieder zu einem Herzogtum zu vereinen. Von 1314 bis 1793 bestand im Königreich Polen bzw. in Polen-Litauen die Woiwodschaft Kalisz, ebenso in der Volksrepublik Polen und der Dritten Polnischen Republik von 1975 bis 1998 die Woiwodschaft Kalisz.

## Herzöge
- Kasimir II. (Polen) 1177–1194
- Mieszko III. 1194–1202
- Władysław III. (Polen) 1202–1206
- Heinrich I. (Polen)1206–1207
- Władysław Odonic 1207–1217
- Władysław III. (Polen) 1217–1229
- Władysław Odonic 1229–1234
- Heinrich I. (Polen) 1234
- Mieszko II. (Oppeln-Ratibor) und Wladislaus I. (Oppeln-Ratibor) 1234–1244
- Przemysł I. 1244–1247
- Bolesław VI. der Fromme 1247–1249
- Przemysł I. 1249–1253
- Bolesław VI. der Fromme 1253–1279
- Przemysł II. 1279, vereinigt die großpolnischen Herzogtümer